# Leyla Lydia Tuğutlu
Leyla Lydia Tuğutlu (Ordu, 29 de outubro de 1989) é uma atriz, modelo e rainha da beleza turca. Em 2008, ela ganhou o concurso Miss Turquia e representou seu país no concurso Miss Mundo 2008.

## Filmografia
| Televisão | Televisão                 | Televisão     | Televisão         |
| Ano       | Série                     | Papel         | Nota (s)          |
| --------- | ------------------------- | ------------- | ----------------- |
| 2008-2009 | É-É                       | Esboços sobre | Protagonista      |
| 2010-2011 | Kirli Beyaz               | Melis         | Função de suporte |
| 2012-2015 | Karadayi                  | Songül Kara   | Função de suporte |
| 2015-2016 | Kiralık Aşk               | É             | Função de suporte |
| 2016      | Veio Intikam              | Pouco         | Protagonista      |
| 2017      | Bu Şehir Arkandan Gelecek | Derin         | Protagonista      |
| 2018-     | Kızım                     | Candan        | Protagonista      |
| Cinema    |                           |               |                   |
| Ano       | Filme                     | Papel         | Nota              |
| 2013      | Günce                     | Aslı          | Função de suporte |
| 2014      | Içimdeki Ses              | Ayşıl         | Protagonista      |
| 2015      | Delibal                   | Fusun         | Protagonista      |
| 2018      | Dışarda                   | Meryem        | Função de suporte |